# Carlos Villamizar
Carlos Eduardo Villamizar Raven (Caracas, 3 de julio de 1935-Isla de Margarita, 17 de septiembre de 2020) fue un actor venezolano, que empezó su carrera en el año 1955, cuando obtuvo su licencia de locutor. Participó en telenovelas como Enséñame a querer, Cosita rica, Angélica Pecado, Pura sangre, Ciudad Bendita, entre otras telenovelas.

## Biografía
Villamizar Raven perteneció a la Armada de Venezuela. Fue Jefe de la Sección de Marinería de la Comandancia General de la Marina durante 7 años, luego ocupó el cargo en la Primera Sección del Estado Mayor Naval, donde permaneció por un período de 5 años; de allí pasó a formar parte del área administrativa del Parque del Este por 3 años consecutivos. Pasado este tiempo, trabajó en la empresa de alimentos Heinz como Gerente de Demostración.

## Fallecimiento
Carlos falleció a la edad de 85 años en la Isla de Margarita, en plena pandemia y rodeado de sus familiares y amigos cercanos, luego de perder la batalla contra el cáncer.

## Telenovelas
- Maria Fernanda (telenovela de 2014) ... Don Ramon Gonzalez Rodriguez
- Harina de otro costal (2010) ... Jesús María
- El Amor que Vicente Guzman consiguio (2009) ... Padre Vicente Haydon Gutierrez Martinez
- Torrente, un torbellino de pasiones (2008) ... Padre Lorenzo Gabaldón
- Ciudad Bendita (2006-2007) ... Robinson Sánchez
- El amor las vuelve locas (2005) ... Cándido Gómez
- Cosita rica (2003-2004) ... Padre Plácido Chacón
- Laura (telenovela de 2001) ... Padre Fernando Mendoza
- Angélica Pecado (2000-2001) ... Don Diego Del Ávila
- Ines (telenovela de 1999) ... Padre Carlos Rodriguez Gutierrez Zamora de la Vega Gonzalez
- Mariú (1999-2000) ... Don Alejandro Gálvez
- Enséñame a querer (1998) ... Anselmo
- María de los Ángeles (1997) ... Adán Espinoza
- Marisol (telenovela de 1994) (1994-1996) ... Don Ramon Rodriguez Mendoza Fernandez Paredes de la Vega
- Pura sangre (1994-1995) ... Don Abraham Paredes
- Por estas calles (1992-1994)... Natalio Vega / "El hombre de la Etiqueta"
- Carmen Querida (1990) ... Don Elías Martucci
- Pobre negro (1989) ... Padre Rosendo Mediavilla
- Señora (1988-1989) ... Don Aquiles Mendoza
- Vida de mi vida (1988) ... Omar
- Selva María (1987-1988) ... Joaquín Mijares
- La dama de rosa (1986-1987) ... Abog. Braulio Benavides
- Cristal (1985-1986) ... Marcos Briceño
- Topacio (1984-1985) ... Concepción Montero
- Leonela (1983) ... Ramón Guerra
- Bienvenida Esperanza (1983) ... Joaquín Robles
- Jugando a vivir (1982) ... Armando La Rosa
- Maite (1981) ... Federico
- Quiero Ser (1981) ... Maestro de Matemáticas
- Luisana mía (1981)... Jefe de Pilotos
- Estefanía (1979) ... Dr. Amílcar Gutiérrez
- La hija de Juana Crespo (1977)